# Trapezonotus arenarius
Trapezonotus arenarius ist eine Wanze aus der Familie der Rhyparochromidae.

## Merkmale
Die Wanzen werden 4,1 bis 5,0 Millimeter lang. Die Art sieht Trapezonotus dispar und Trapezonotus desertus sehr ähnlich und ist schwer von diesen zu unterscheiden. Eine sichere Bestimmung ist nur durch die Untersuchung der Paramere der männlichen Genitalien möglich. Die Fühler sind beim Weibchen vollständig schwarz gefärbt, während beim Männchen das basale Fühlerglied rotbraun ist. Beim Weibchen sind alle Beine schwarz, während beim Männchen das erste Beinpaar eine rotbraune Färbung aufweist. Die Art tritt in einer häufigeren, voll geflügelten (makropteren) Form und seltener in einer brachypteren Form mit reduzierten Flügeln auf. Die Flügelmembranen sind aber auch bei den brachypteren Tieren häufig gut entwickelt und überlappen sich deutlich.

## Verbreitung und Lebensraum
Die Art ist fast überall in der Paläarktis verbreitet und fehlt in Europa nur im äußersten Süden und Norden. Im Osten erstreckt sich das Verbreitungsgebiet bis Zentralasien und Sibirien. In der Literatur angegebene Funde aus Nordamerika sind offenbar Fehlbestimmungen von T. desertus. In Mitteleuropa ist die Art die häufigste ihrer Gattung, wobei sie im Süden und Osten Deutschlands häufiger ist, als im Nordwesten. In den Alpen findet man sie nur in den Tallagen, Funddaten bis über 2000 Meter Seehöhe betreffen offenbar ebenso T. desertus. Die Art tritt häufig in großer Anzahl auf. Sie besiedelt vor allem trockene und temperaturbegünstigte, sandige Lebensräume, wo man sie an offenen bis halbschattigen Orten findet. Sie tritt nicht nur an Küsten- und Binnendünen, sondern auch an menschlich beeinflussten Flächen, wie z. B. Ruderalflächen im urbanen Raum auf.

## Lebensweise
Die Imagines können an heißen Tagen nicht nur wie üblich am Boden, sondern auch in der Krautschicht, oder sogar auf Gehölzen angetroffen werden. Die Imagines überwintern und paaren sich ab April. Die Weibchen legen dann im Mai und Juni ihre Eier ab und die adulten Tiere der neuen Generation treten ab Ende Juli auf. In günstigen Jahren kann im Süden Deutschlands eine zweite Generation auftreten, deren Nymphen bis in den November beobachtet werden können.

## Belege